# Giove e Io

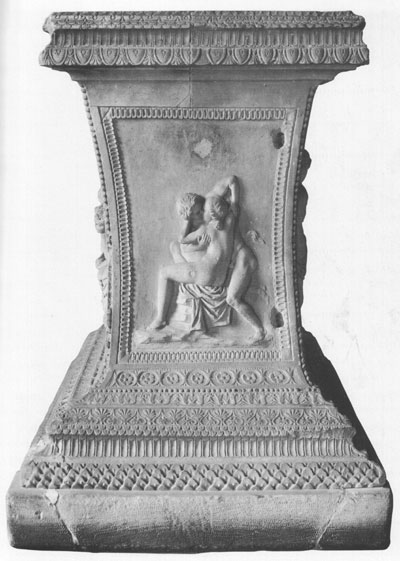
Ara Grimani, I secolo a.C.
Venezia, Museo archeologico

Giove e Io è un dipinto a olio su tela (163,5x74 cm) di Correggio, databile al 1532-1533 circa e conservato nel Kunsthistorisches Museum di Vienna.
Fa parte di una serie realizzata per il duca di Mantova Federico II Gonzaga che ha per tema gli amori di Giove.

## Storia
La serie degli Amori di Giove venne concepita dopo il successo riscosso dalla tela di Venere e Amore spiati da un satiro. L'artista fece in tempo ad eseguire quattro tele, accoppiabili a due a due per le dimensioni, e forse altre ne erano state programmate. La cronologia delle quattro tele è argomento alquanto controverso. Ciò che importa, però, è soprattutto il fondamentale contributo che diedero allo sviluppo della pittura a soggetto mitologico e profano, grazie al nuovo e straordinario equilibrio tra resa naturalistica e trasfigurazione poetica.
Dipinte per Mantova, forse per Palazzo Te, pervennero poi a Carlo V: Vasari, che aveva sentito parlare del ciclo da Giulio Romano, citò solo due dei dipinti, tralasciando Giove e Io e il Ratto di Ganimede (due opere di uguale formato).
Gould cercò di spiegare l'omissione ipotizzando che Io e Ganimede fossero state fatte realizzare da Federico II per sé, che le avesse donate all'imperatore durante la sua visita del 1532 e che avesse poi commissionato Leda e Danae espressamente per Carlo V; per Verheyen i quattro dipinti sarebbero stati realizzati per la sala di Ovidio in palazzo Te e sarebbero passati a Carlo solo dopo la morte del duca Federico (1540), forse in occasione delle nozze di suo figlio, l'infante Filippo.
Conservata nelle raccolte reali spagnole, la tela passò poi, insieme alla Danae, nella collezione dello scultore milanese Leone Leoni, presso la quale è ricordata da Giovanni Paolo Lomazzo nel suo Trattato dell'arte de la pittura del 1584. Entrambe vennero acquistate tra il 1601 e il 1603 da un intermediario Rodolfo II d'Asburgo, insieme al Cupido che fabbrica l'arco del Parmigianino, e vennero portate a Praga, ma già negli anni '10 del '600 era presente, insieme al Ratto di Ganimede, nelle raccolte imperiali di Vienna.
L'opera ha affascinato moltissimi artisti, soprattutto settecenteschi. Avendo abbandonato l'Italia nel Cinquecento è interessante ricordare come doveva comunque esserne rimasta una memoria se il pittore Pier Francesco Mola ne trasse un disegno.

## Descrizione e stile
Il dipinto è dedicato alla vicenda di Io, sacerdotessa di Era, così come narrata nelle Metamorfosi, il poema epico-mitologico di Ovidio: invaghitosi di lei ma timoroso della gelosia di sua moglie, Giove fece calare una fitta nebbia sulla terra e sedusse l'affascinante fanciulla.
Il taglio così simile col Ganimede farebbe pensare che le due tele fossero impostate per costituire un pendant ed essere viste appaiate. Tuttavia ogni ipotesi sulla destinazione degli Amori di Giove, commissionati da Federico II Gonzaga non ha ancora ricevuto sostegno documentario.
Per la posa arcuata della ninfa Io, rappresentata di schiena, il Correggio si ispirò a prototipi antichi, quali il celebre bassorilievo ellenistico dell'Ara Grimani dove è rappresentato Cupido che bacia Psiche. Più in generale la raffigurazione di tergo di una figura femminile in atteggiamento erotico appartiene alla cultura artistica antica.
Ciò detto, i possibili modelli antichi furono sapientemente trasfigurati dal Correggio per creare questa immagine splendida dove l'abbandono della ninfa è funzionale ad accogliere quella che è una delle rappresentazioni più virtuosistiche della pittura del Cinquecento: la nuvola soffice ed eterea in cui si era mutato Giove per sedurre la bellissima Io.
La rappresentazione delle nuvole aveva interessato il Correggio fin dagli anni degli affreschi della cupola di San Giovanni Evangelista e da qui in poi era divenuta quasi una cifra sitilistica della sua ricerca. Rappresentare le nuvole, come del resto la pioggia, l'acqua, i fulmini, era considerata una delle più ambite difficoltà dell'arte.
Alla fine della sua carriera, per quella che forse è in assoluto la sua ultima opera, il Correggio si impegnò ad offrire un saggio della sua maestria. Non solo la nuvola perlacea ed evanescente in cui si intravede un volto umano, ma anche un ruscello di acqua limpida in primissimo piano, per circondare il gesto voluttuoso della ninfa di un riverbero di luci crepuscolari.

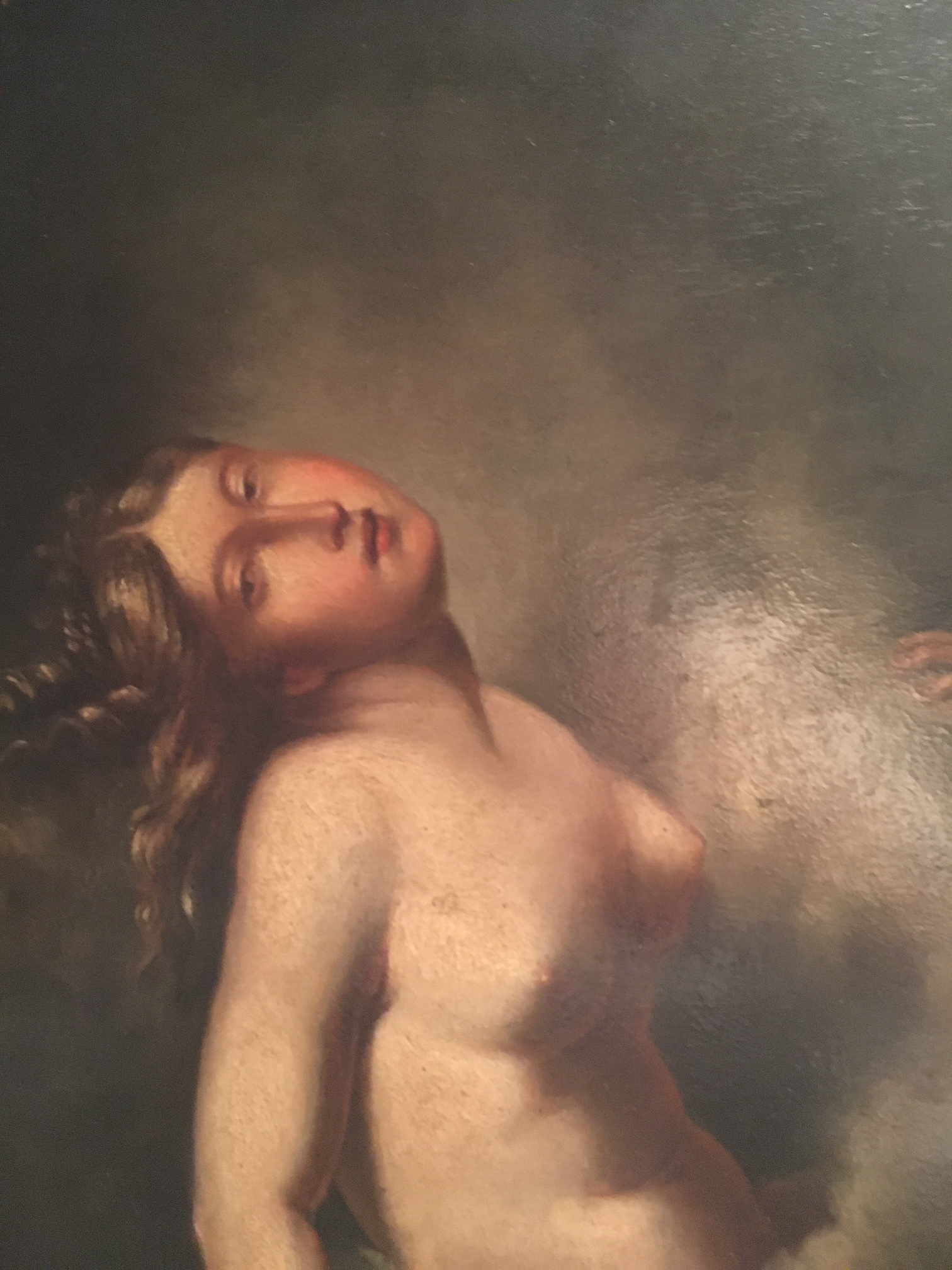
Particolare di "Giove e Io",1860, M.Dombrowski.

L'opera del Correggio fu di ispirazione nei secoli successivi, ed il tema di "Io e Giove" fu ripreso da artisti romantici dell'800, tra i quali Dombrowsky e altri.